# آپرلفکا رکورد پلنت
آپرلفکا رکورد پلنت (انگلیسی: Aprelevka Record Plant) شرکت الکترونیک روس بود، که در سال ۱۹۱۰ تأسیس شد.